# Adana (tartomány)
Adana tartomány Törökország délkeleti részén található. Szomszédos tartományok: Mersin nyugaton, Hatay délkeleten, Osmaniye keleten, Kahramanmaraş északkeleten és Kayseri északon. Központja Adana városa. Ebben a tartományban található a NATO Incirlik Légibázisa.
Az Adana név valószínűleg a görög mitológiából ered: Adanus, a mennybolt istenének Uranosznak a fia volt.
A tartomány további fontos városai Ayas és Kozan (korábbi neve Szisz).
Adana híres a kebabjáról és a salgamról, mely sós, vörösrépából készülő üdítőital.
Osmaniye tartomány régebben Adana része volt.

## Körzetei
A tartománynak 15 körzete van:
- Adana
  - Karaisalı
  - Seyhan
  - Yüreğir
- Aladağ
- Ceyhan
- Çukurova
- Feke
- İmamoğlu
- Karataş
- Kozan
- Pozantı
- Saimbeyli
- Sarıcam
- Tufanbeyli
- Yumurtalik

## Éghajlata
| Hónap                                               | Jan. | Feb. | Már. | Ápr. | Máj. | Jún. | Júl. | Aug. | Szep. | Okt. | Nov. | Dec. | Év   |
| --------------------------------------------------- | ---- | ---- | ---- | ---- | ---- | ---- | ---- | ---- | ----- | ---- | ---- | ---- | ---- |
| Rekord max. hőmérséklet (°C)                        | 23,0 | 25,0 | 32,0 | 36,8 | 40,6 | 41,3 | 44,0 | 43,8 | 43,2  | 39,4 | 33,3 | 27,4 | 44,0 |
| Átlagos max. hőmérséklet (°C)                       | 15,0 | 16,1 | 19,4 | 23,6 | 28,1 | 31,7 | 33,8 | 34,3 | 33,1  | 29,1 | 22,1 | 16,6 | 25,3 |
| Átlaghőmérséklet (°C)                               | 9,7  | 10,4 | 13,3 | 17,5 | 21,7 | 25,6 | 28,3 | 28,4 | 26,1  | 21,6 | 15,3 | 11,1 | 19,1 |
| Átlagos min. hőmérséklet (°C)                       | 5,5  | 5,9  | 8,3  | 12,3 | 16,1 | 20,1 | 23,6 | 23,7 | 20,7  | 16,1 | 10,6 | 7,0  | 14,2 |
| Rekord min. hőmérséklet (°C)                        | −4,2 | −6,4 | −3,6 | −1,3 | 5,6  | 13,7 | 16,8 | 16,8 | 10,9  | 4,8  | −1,0 | −3,5 | −6,4 |
| Havi napsütéses órák száma                          | 5    | 5    | 6    | 7    | 9    | 10   | 11   | 10   | 9     | 7    | 6    | 4    | 88   |
| Forrás: Országos Meteorológiai Intézet, Törökország |      |      |      |      |      |      |      |      |       |      |      |      |      |